# Американський імперіалізм

Військова присутність США у світі на 2007 рік
Понад 1 000 військовослужбовців
Понад 100 військовослужбовців
Країни, що використовують американські військові технології

Американський імперіалізм — термін, який прийнято вживати щодо економічного, військового і культурного впливу США на інші держави світу, часто поєднуваним з американською експансією до чужих територій. Концепція «Американської Імперії» вперше оприлюднена під час президентства Дж. Н. Полка, який ініціював Американо-Мексиканську війну 1846—1848 років з наступною анексією Каліфорнії та інших західних земель — після укладання угоди Гваделупе Ідальго та «покупки Гадсена».

## Імперіалізм

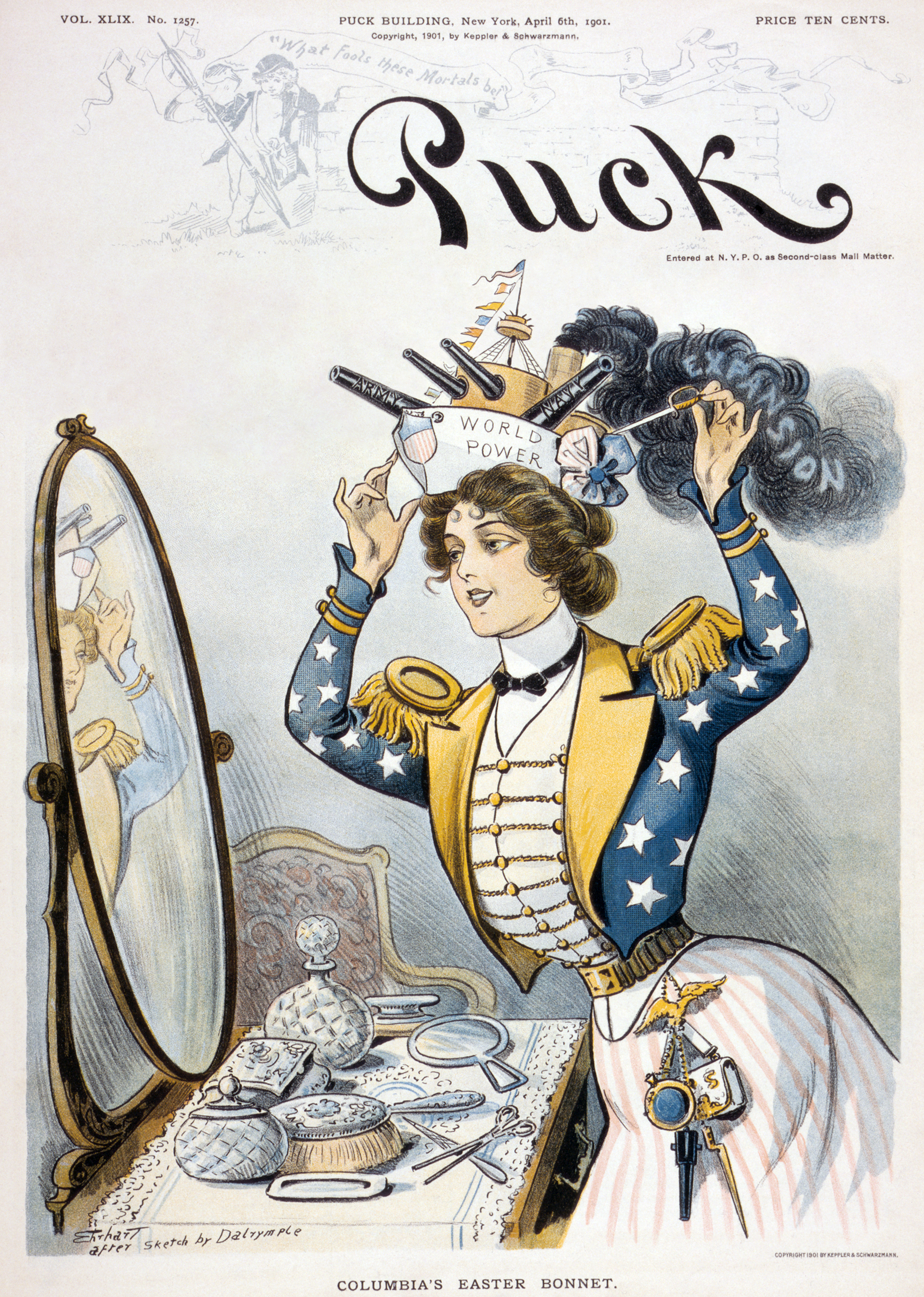
Обкладинка журналу Puck magazine від 6 квітня 1901 р. незабаром після вигідної перемоги в Іспано-Американській війні. Колумбія (уособлення США) чепуриться великоднім капелюшком у вигляді панцерника з написами «Влада над світом» на корпусі і «Експансія» на димі з димаря

Томас Джефферсон, під час свого президентства у 1790-х роках, очікував занепаду Іспанської імперії («допоки наше населення досягне достатнього розвитку, щоб відривати у неї шматок за шматком»). Своєю чергою, історик Сідні Ленс зауважує, що потяг до розширення — на збиток іншим народам — йде з самого початку історії Сполучених Штатів. Інший історик, Пол Кеннеді викладає це так: «з часу перших поселенців у Вірджинії і почався рух на захід, це була імперська, завойовнича нація».
Наприкінці XIX ст. певні неамериканські території, такі як Гаваї та Латинська Америка, були об'єктом особливого інтересу Сполучених Штатів. «Поправка Теллера» та «поправка Плетта» були використані для того, щоб забезпечити американцям право входження на ці території, якщо місцева влада здасться нездатною впоратися сама. Американське керівництво отримало можливість критикувати і навіть окуповувати ці країни у разі виникнення політичної нестабільності.
Стюарт Міллер каже, що громадська думка про безневинність реальної політики пом'якшує традиційне сприйняття імперської поведінки США. Опір окупантам приводить до політики тиску іншими засобами, включаючи управління контрольованими країнами шляхом встановлення там сурогатних або маріонеткових урядів, у такому разі непопулярна у свого народу влада удержується лише на підтримці США.
Максимум географічного поширення прямого американського політичного та військового контролю випадає на рік після Другої Світової війни: після окупації західної частини Німеччини та Австрії у травні, а Японії та південної частини Кореї у вересні 1945 р. і перед наданням незалежності Філіппінам у липні 1946 р.

## Американська винятковість
Теорія американської національної винятковості — концепція, заснована на твердженні, що США посідають виняткове місце серед інших держав: з огляду на американський світогляд, історичний розвиток, політичні і релігійні засади та походження самої американської нації.
Американський філософ Дуглас Келлнер убачає джерело явища «американської винятковості» в словах французького філософа А. де Токвіля, який поділяв думку, що США, безсумнівно, «простують шляхом, якому не видно краю».
Концепція винятковості популярна серед населення Сполучених Штатів, але її обґрунтованість і її висновки дискусійні. Деякі громадяни США зовуть себе прихильниками цієї концепції, навіть не усвідомлюючи належним чином значення цього слова. Такі випадки трапляються, коли захист інтересів США і поширення сфери впливу виправдовують єдине захистом прав людини або наявністю економічної моці. Прихильне ставлення американської спільноти щодо інтервенції на Кубу і Філіппіни є тому наочним прикладом: пересічні громадяни схвалили цей захід — завдяки пропаганді, що виставила США «всесвітнім захисником» прав людини.
Одна з передовиць журналу Monthly Review висловлює свою думку щодо феномена «винятковості» таким чином: «у Британії імперію виправдують благодійним „тягарем білої людини“. А в США імперії просто не існує — ми тільки захищаємо свободу, демократію та справедливість по всьому світу».

## Погляди на американський імперіалізм

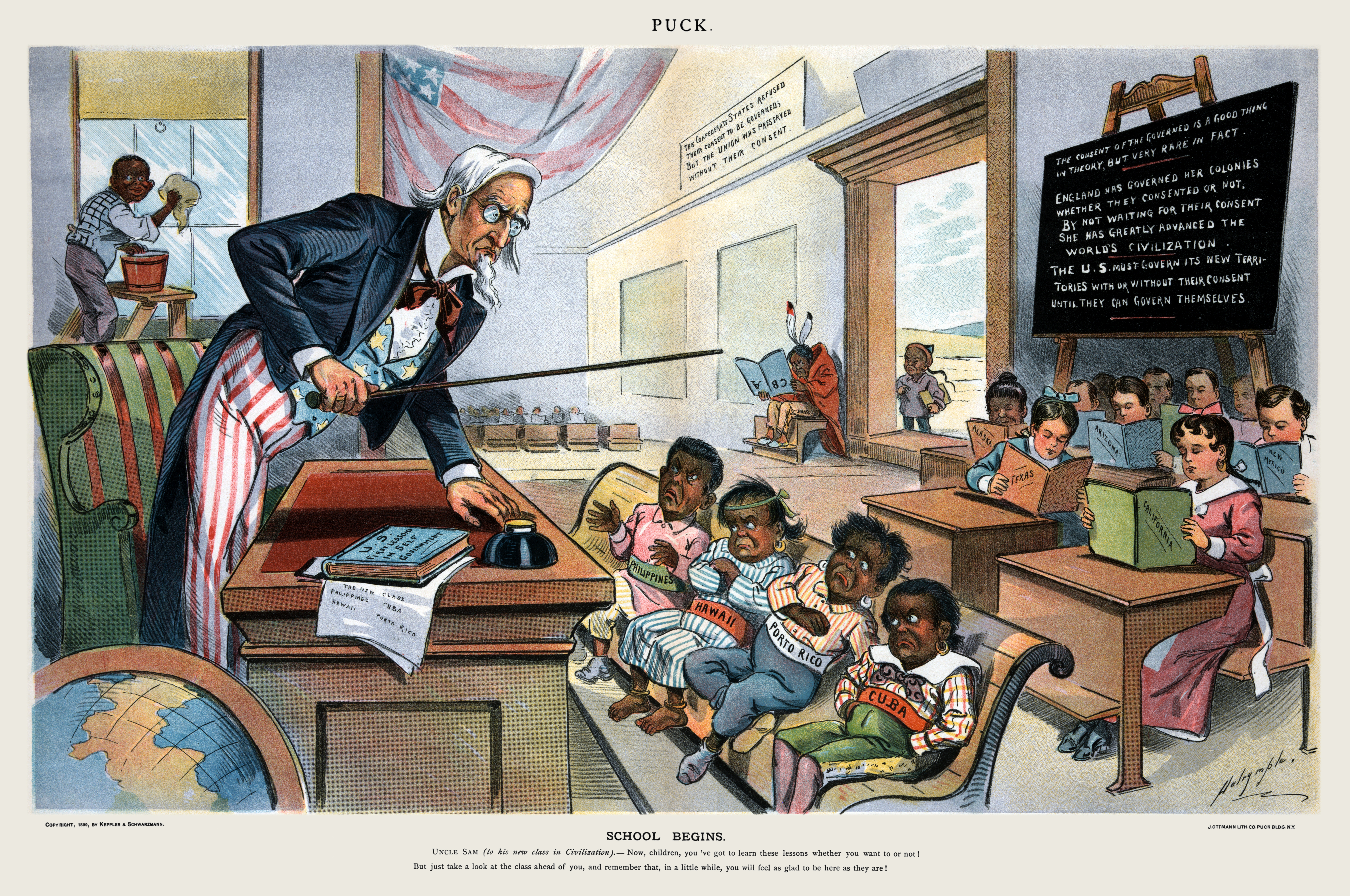
Вчитель «Дядько Сем» і його нові «учні» (Філіппіни, Гаваї, Пуерто-Рико та Куба, решта класу зображає американські штати). Карикатура журналу Puck magazine, 1899 рік. Текст: «Заняття почалися. Дядько Сем (у своєму новому класі веде урок Цивілізації): „Зараз, діти, ви маєте вчити уроки незалежно від того, хочете ви того чи ні. Але тільки гляньте на клас перед вами, і пам'ятайте, що незабаром ви будете почуватись тут так само добре, як вони!“»

Журналіст Ешлі Сміт поділив теорії американського імперіалізму на п'ять обширних категорій: 1) «ліберальні» теорії, 2) «соціал-демократичні» теорії, 3) «леніністські» теорії, 4) теорії «суперімперіалізму», 5) «гардтонегрівські» теорії. Існує також консервативний, антиінтерветський погляд, висловлений журналістом Дж. Флінном:
|  | Ворожий загарбник завжди йде шляхом крадежу, вбивства, грабежу і варварства. Ми завжди простуємо уперед з піднесеною метою, призначенням, навіяним нам Богом вишкодувати наші жертви, а у той же час, начебто між іншим, захоплюємо їхні ринки. Ми йдемо цивілізовувати дикунів, маразматиків і параноїків, у той час начебто випадково натрапляємо на їхні нафтові свердловини. Оригінальний текст (англ.) [The enemy aggressor is always pursuing a course of larceny, murder, rapine and barbarism. We are always moving forward with high mission, a destiny imposed by the Deity to regenerate our victims, while incidentally capturing their markets; to civilise savage and senile and paranoid peoples, while blundering accidentally into their oil wells.] Помилка: {{Lang}}: текст вже має курсивний шрифт (допомога) |

Згідно з соціал-демократичною теорією, імперіалістична політика Сполучених Штатів є плодом надмірного впливу певних галузей американського бізнесу і влади: військова промисловість у союзі з військовою та політичною верхівкою, іноді з деякими іншими галузями, такими як фінансова та нафтова, разом часто відомі як «військово-промисловий комплекс». Він отримує прибуток, наживаючись на армійських постачаннях, хижацьки використовуючи природні ресурси, часто на збиток більшості громадян. Вихід: люди повинні бути пильнішими, щоб протидіяти подібному тиску.
Альфред Мехен, який служив в американському флоті наприкінці XIX ст., обґрунтовує думку про існування американського імперіалізму в своїй книжці «Вплив морської моці на історію» (англ. The Influence of Sea Power upon History). У першому розділі Мехен доводить, що сучасні розвинуті країни повинні убезпечити іноземні ринки, отже, вони мають тримати свої військово-морські сили завжди готовими захистити канали постачання та збуту.
«Теорія суперімперіалізму» говорить, що імперіалістична політика Сполучених Штатів направляється не тільки інтересами американського бізнесу, але й інтересами еліт всесвітнього союзу розвинених держав. Капіталістичні системи Європи, США й Японії переплелися настільки тісно, що робить всяки військові або геополітичні конфлікти між їхніми країнами неможливим: радше можна припустити сучасний імперіалістичний конфлікт між «ядром» (розвинутими країнами) і «периферією» (слабкорозвиненими капіталістичними країнами Третього світу), ніж між самими імперіалістичними державами.

### Імперія

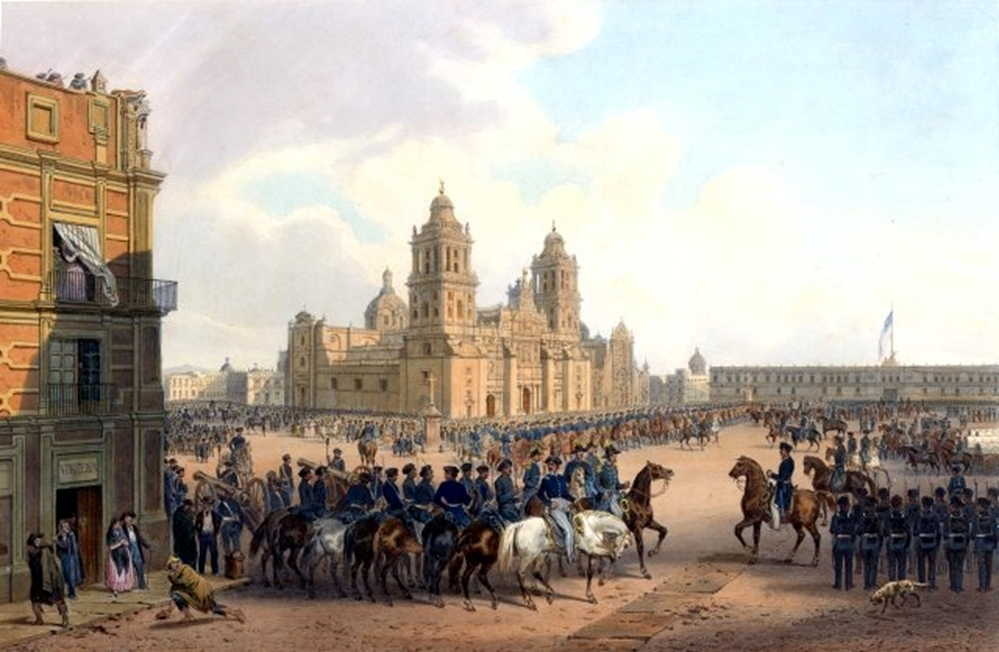
Заняття американцями Мехіко у 1847 році

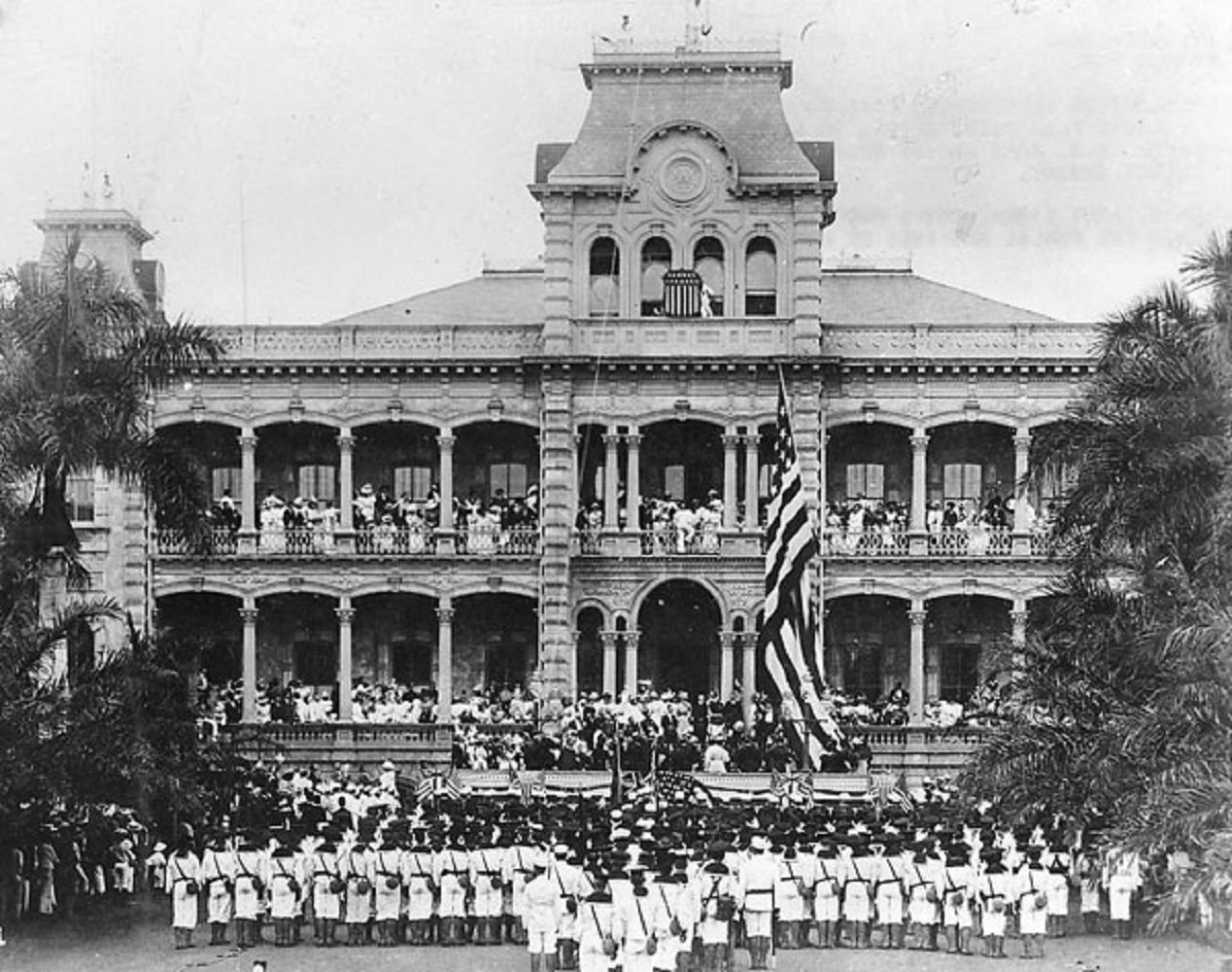
Здіймання американського прапора на церемонії приєднання Гаваїв. 1898 рік

Після вторгнення до Афганістану у 2001 році, ідея американського імперіалізму була піддана переоцінці. 15 жовтня Weekly Standard вийшов з заголовком «Привід для американської імперії» на обкладинці. Річ Лаурі, головний редактор National Review сказав, що скидати небезпечні режими будь-де (за винятком Афганістану) — щось на зразок низькопробного колоніалізму. Оглядач Чарльз Краутгаммер заявив, що Америка зараз домінує «культурно, економічно, технологічно і з військового погляду», люди «виходять зараз з темної комірчини у світову імперію». Обкладинка The New York Times Sunday magazine за 5 січня 2003 р. має напис «American Empire: Get Used To It» («Американська Імперія. Звикайте до неї»).
Американські політичні філософи М. Гардт і А. Негрі у своїй книжці «Імперія» навели докази того, що «занепад Імперії почався». Гардт стверджує, що війна в Іраку є класичною імперіалістською війною, останнім подихом приреченої стратегії. У нову добу ще мають значення силові структури, але державні військові сили, засновані на економіці фізичних благ поступаються місцем мережевій біомоці, заснованій на інформаційній і емоційній економіці. США є головною дійовою особою у справі розвитку та зміцнення нового глобального режиму, міжнародної влади й суверенітету, званого Імперією, але децентралізованого і всесвітнього, не керованого однією державою. «Сполучені Штати насправді посідають привілейоване становище в Імперії, але це походить не через їхню подібність старим європейським імперіалістським державам, а через їхню відмінність». Гардт і Негрі застосували для аналізу теорії Спінози, Фуко, Делеза та італійських автономістів.
На думку Девіда Гарлі, можна казати про появу нового типу імперіалізму унаслідок різного географічного положення, а також різних рівнів розвитку. Він стверджує, що з'явилися три нових світових економічних і політичних блоки: Сполучені Штати, Європейський Союз і Азія з центрами у Китаї і Росії. Далі він пише, що існує напруження між цими світовими центрами, основане на суперництві у сфері ресурсів та економіки. Приклад — вторгнення США у 2003 році до Іраку, чиєю метою було випередити конкурентів у контролі за іракською нафтою. Гарлі також припускає можливість виникнення конфлікту у цих блоках між політиками і капіталістами — через розбіжність в економічних інтересах. Політики живуть у певних, чітко визначених районах, і підзвітні виборцям (у США і Європі). Новий імперілізм призвів до вирівнювання інтересів капіталістів і політиків — їх об'єднало прагнення запобігти зростанню та розширенню ймовірних держав-суперників, які можуть зробити виклик пануванню Америки.
Відомий антикознавець і воєнний історик Віктор Дейвіс Генсон взагалі відкидає ідею, що США є імперією, глузливо порівнюючи їх з іншими імперіями: «Ми ж не посилаємо намісників до залежних держав, які б стягали податки з місцевого населення на утримання „легіонів“. Замість того, американські бази існують на договірних обов'язках — витратних для нас і вигідних для місцевих. Ми не відаємо ніяких вигід у Кореї, замість — ризикуємо майже 40 тисячами наших молодих чоловіків, щоб дати можливість хвилі протесту у KIAS докотитися до наших берегів і щоб обідрані студенти виступали перед нашим посольством у Сеулі».

## Особливості «Доби Імперіалізму»
Різноманітні чинники можна виявити протягом Доби Імперіалізму, наприкінці XIX ст., коли США разом з іншими могутніми державами стрімко розширяли свої володіння. Деякі з них наведені нижче.
- Панування ідеології расизму, зокрема концепція Дж. Фіска про англосаксонську вищість і заклик Дж. Стронга «цивілізовувати і християнізовувати» — все прояви зростаючого соціал-дарвінізму і расизму в американській політичній думці[28].
- На початку своєї діяльності, перебуваючи помічником військово-морського міністра, Теодор Рузвельт сприяв підготовці флоту до Іспано-Американської війни[29], будучи поборником випробувати його на ділі: «Я вітав би майже всяку війну, бо я думаю, що ця країна потребує її»[30][31][32].

Торгівля і промисловість є двома найбільш характерними чинниками, притаманними імперіалізму. Американська інтервенція, як до Латинської Америки, так і до Гаваїв, призвела до численних вкладень у промисловість (у тому числі у відому Dole Food Company, що виробляє банани). Якщо США були здатні анексувати територію, природно, вони могли собі дозволити доступ до торгівлі й капіталу цих земель. Сенатор А. Беверідж заявив у 1898 році, що розширення ринків було абсолютно необхідним: «Американські заводи й фабрики вироблюють більше, ніж можуть використати американці, американська земля родить більше, ніж вони можуть спожити. Доля прирекла нам нашу політику, світова торгівля повинна бути і буде нашою».

## Суперечки щодо зовнішньої політики США

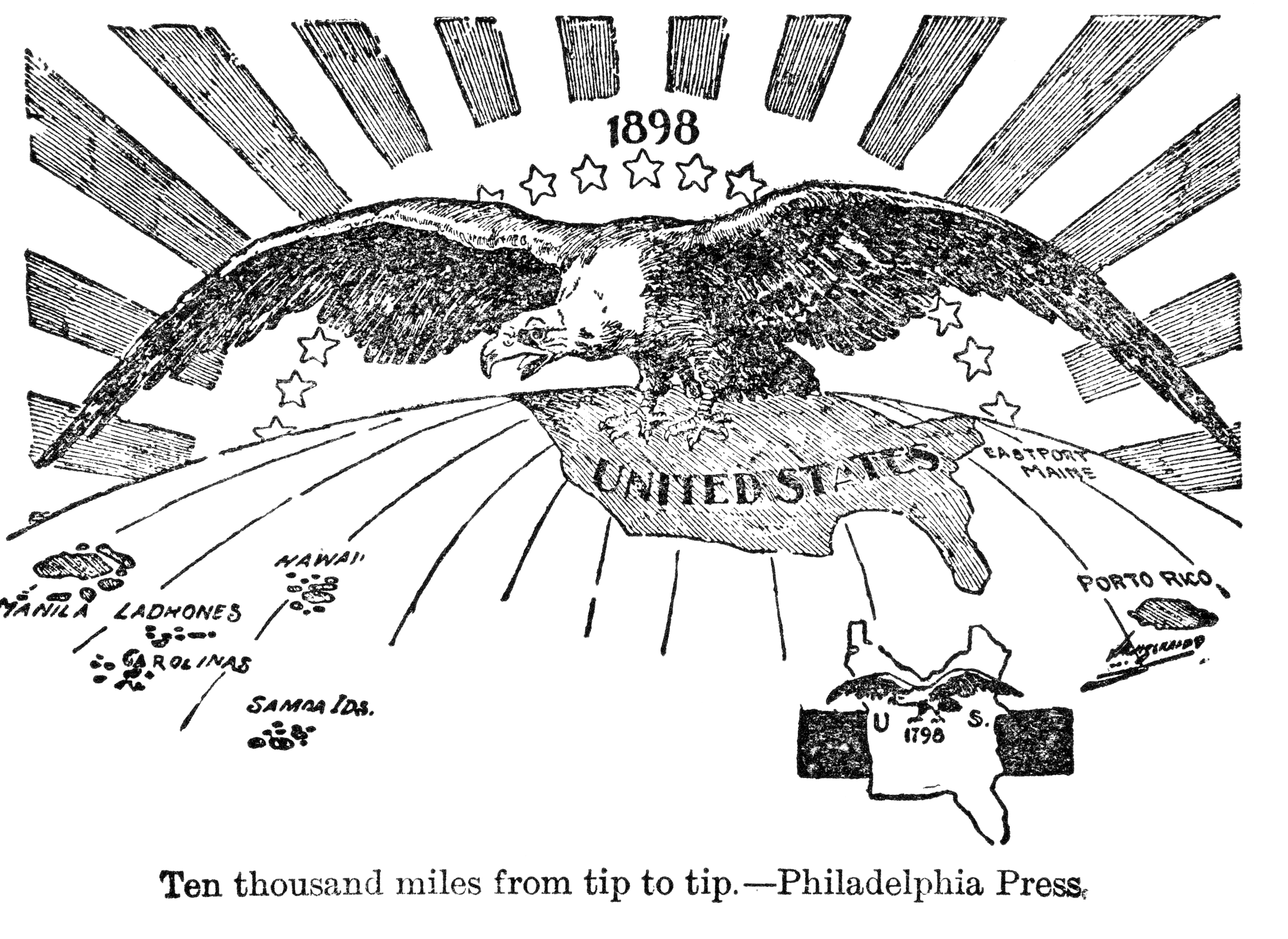
Карикатура 1898 року «Десять тисяч миль від краю до краю»: розширення домінування США (які символізує білоголовий орлан) від Пуерто-Рико до Філіппін. Для контрасту знизу праворуч — мапа США у 1798 році

Анексія, приєднання земель є ключовим знаряддям розширення країни. Конгрес США має можливість анексувати чужі території, це пояснює доповідь Комітету Конгресу з закордонних відносин: «Якщо, на думку Конгресу, такий захід підтримується розумною і безпечною політикою, або ґрунтується на природному обов'язку, або необхідне для нашого національного розвитку і безпеки — це досить, щоб визнати анексію законною, зі згоди визнаної влади приєднуваної країни».
Навіть до анексії якоїсь країни, американська влада мала там значний вплив завдяки різноманітним законам, прийнятим наприкінці 1800-х років. Поправка Плетта була використана для того, щоб заборонити Кубі вступати у домовленості з іншими державами, а також дала американцям право створювати військово-морські бази на її території. Урядовці США почали вважати себе найвищою інстанцією у справах щодо визнання чи обмеження незалежності.
Міністр оборони США Дональд Рамсфелд, відповідаючи на питання каналу «Аль-Джазіра», чи будували Сполучені Штати імперію, сказав: «Ми не шукаємо імперій, ми не імперіалістичні. Ми ніколи ними не були».
Проте, історик Доналд Мейніг стверджує, що імперська поведінка Сполучених Штатів починається принаймні з купівлі Луїзіани, яку він описує як «імперське придбання — імперське у смислі агресивного вторгнення одної держави на територію іншої, яке привело до підкорення цієї землі чужій владі». Політику США щодо корінних американців він описує так: «декларована як шлях прилучення їх до цивілізації, вона точніше відповідає саме імперським прагненням».
Письменники та науковці початку XX ст., наприклад Ч. О. Бірд, виступаючи у підтримку «принципу невтручання» (який лежить в основі політики «ізоляціонізму»), описував американську політику веденною самозацікавленим експансіонізмом, який йде з самих джерел американської держави. Сьогодні деякі політики не згідні з цим. П. Б'юкенен заявляє, що прагнення сучасних США до імперії «далеке від того, що збиралися робити з юної Республіки її Батьки-Засновники».
Е. Басевіч доводить, що США не дуже змінили свою зовнішню політику після закінчення Холодної Війни, яка зосереджена на зусиллях з поширення їхнього контролю на весь світ. Як єдина супердержава, яка залишилася після Холодної Війни, США можуть спрямовувати сили у нових напрямках, майбутнє ще чекає своїх господарів («ще можна урвати» — за словами П. Вулфовіца, колишнього заступника міністра оборони США з політики у 1991 році).
У своїй роботі «Виробництво Згоди. Політична економія ЗМІ» (англ. Manufacturing Consent: The Political Economy of the Mass Media) відомий мовознавець, філософ і політичний активіст Ноам Чомскі доводить, що й концепція винятковості й заперечення американського імперіалізму є наслідком продуманої пропаганди, «виробництва загальної думки» (англ. manufacture opinion) — процесу, добре описаному на прикладі інших країн.

### Культурний імперіалізм

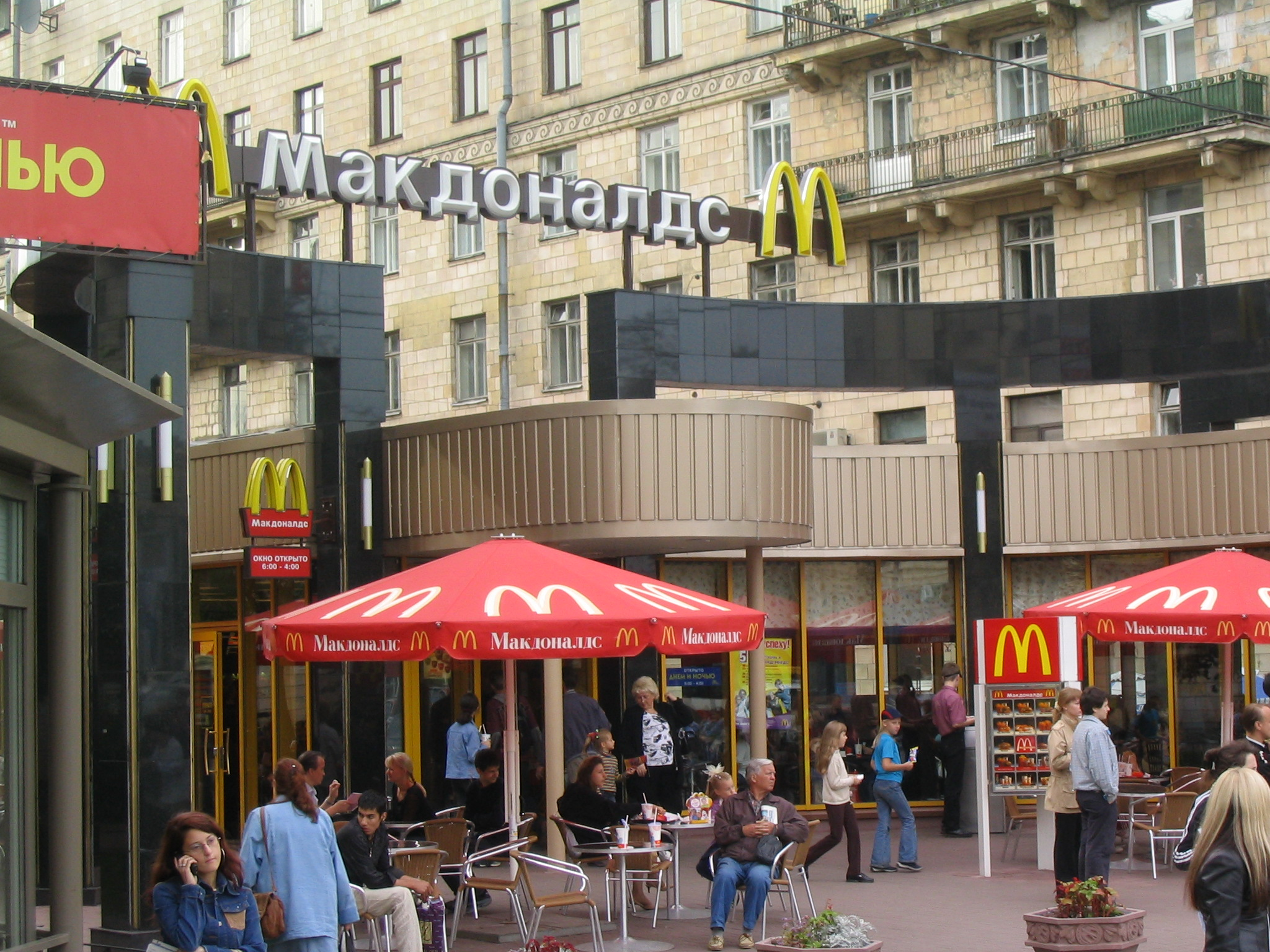
Макдональдз у Санкт-Петербурзі

Деякі критики імперіалізму стверджують про взаємозалежність військового та культурного імперіалізму. Едвард Сейд, один з засновників теорії постколоніалізму, каже:
|  | ...такими вразливими були міркування, що підкреслювали американську унікальність, альтруїзм та можливості, що імперіалізм (як слово або світогляд) у Сполучених Штатах проявляється нечасто і нещодавно стосовно культури, політики та історії США. Але зв'язок між імперською політикою і культурою у Північній Америці, зокрема, у Сполучених Штатах, разюче безпосередній... Оригінальний текст (англ.) [[...], so influential has been the discourse insisting on American specialness, altruism and opportunity, that imperialism in the United States as a word or ideology has turned up only rarely and recently in accounts of the United States culture, politics and history. But the connection between imperial politics and culture in North America, and in particular in the United States, is astonishingly direct.] Помилка: {{Lang}}: текст вже має курсивний шрифт (допомога) |

Дослідник міжнародних стосунків Девід Роткопф не згоден з ним, доводячи, що культурний імперіалізм є безвинним наслідком процесу глобалізації, яка уможливила доступ до американських і взагалі західних цінностей і продукції, яку обирають добровільно неамериканські і незахідні споживачі. Висновки Меттью Фрейзера багато в чому схожі, проте, він додає, що глобальний культурний вплив США має позитивний характер.
Націоналізм є одним з основних прийомів формування громадської думки владою. Пропаганда у ЗМІ посідає стратегічне місце у створенні потрібного ставлення до певних дій. Американський дослідник Луїс Перес наводить приклад пропаганди, уживаної під час Іспано-Американської війни 1898 року: «Ми йдемо, Кубо, йдемо, ми повинні зробити тебе вільною! Ми йдемо з гір, з рівнин, і з островів! Ми йдемо з Божою присягою прогнати іспанців! Ми йдемо, Кубо, йдемо, йдемо зараз!».

## Військові бази

Держави, де розташовані військові бази США

Американський письменник Чалмерс Джонсон проводив аналогію між американськими військовими базами і колоніями імперій. Американський викладач Чип Піттс вважає, що наявність постійних американських баз в Іраку підтверджує тезу про те, що ця держава є американською колонією.
Окрім того, певні території (Гуам, Американські Віргінські острови, Північні Маріанські острови, Американське Самоа і Пуерто-Рико) залишаються під управлінням американців, США надали незалежність багатьом з їхніх заморських територій або окупацій після Другої Світової війни. Це Філіппіни (1946), Зона Панамського каналу (1979), Палау (1981), Федеративні Штати Мікронезії (1986) та Маршаллові острови (1986). На території більшості з них досі існують військові бази США. Не завжди вони з'являлися там зі згоди місцевого населення: наприклад, на території японської префектури Окінава, яка перебували під американським контролем після битви за Окінаву під час Другої Світової війни. На 2003 рік Сполучені Штати мали бази у понад 36 країнах світу.

## Добродійний імперіалізм

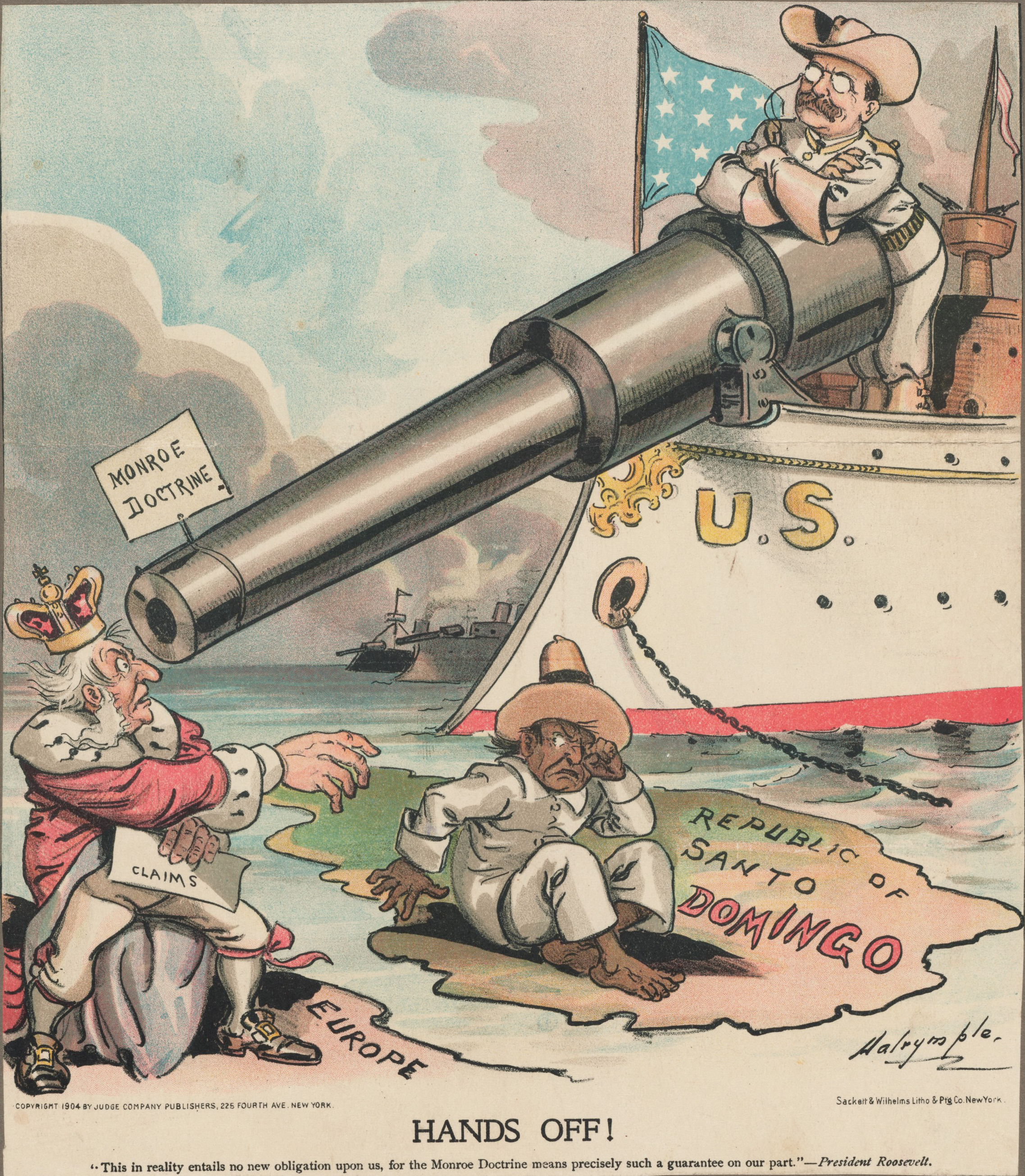
Теодор Рузвельт використовує «доктрину Монро», щоб утримати європейських монархів від втручання в справи США у Домініканській Республіці. Карикатура 1906 року

Один з ранніх дослідників Американської Імперії, В. Е. Вілльямс, писав: «Банальна пристрасть до земель, ринків або безпеки стала темою для благородної риторики про процвітання, свободу та безпеку».
Американський військовий історик російського походження Макс Бут захищає ідею американського імперіалізму, заявляючи: «Імперіалізм Сполучених Штатів залишається назавжди наймогутнішою силою у світі протягом останнього століття. Він переміг комунізм і нацизм, втрутився у боротьбу з Талібаном і сербськими етнічними чищеннями». Бут уживає термін «імперіалізм» щодо зовнішньої політики Сполучених Штатів не тільки на початку XX ст., але й щодо їхньої зовнішньої політики принаймні з 1803 року. Це визначення імперії поділюється іншими неоконсерваторами, такі як британський історик Пол Джонсон, письменники Дінеш Д'Соуза і Марк Стейн, а також деякими ліберальними «яструбами», такими як Збігнев Бжезінський і Майкл Ігнатьєв.
Британський історик Найелл Фергюсон стверджує: Сполучені Штати — імперія, вважаючи це благом. Фергюсон провів паралелі між Британською Імперією і імперською поведінкою США наприкінці XX — початку XXI ст. Втім, він описує політичний та суспільний лад Сполучених Штатів більш схожим на той, що був у Римській Імперії, ніж на британський. Далі Фергюсон доводить, що всі ці імперії мали як позитивні, так негативні сторони, але позитивні аспекти Американської Імперії, судячи з її історії, мають значно переважати всі її вади.
Ще одна точка зору припускає, що заморська експансія дійсно носила імперіалістичний характер, але цей імперіалізм був лише тимчасовим явищем, викривленням американських ідеалів або пережитком минулої історичної доби. Історик Семюел Флегг Беміс стверджує, що експансіонізм під час Іспано-Американської війни був нетривалим поривом і «значним відхиленням американської історії», вельми відмінним від територіальної експансії США на світанку їхнього існування. Історик Волтер Лафібер розглядає Іспано-Американську війну не як відхилення історії, а як завершальний етап американської експансії на захід.
На думку історика В. Д. Генсона, США не прагнуть всесвітньої гегемонії, але підтримують свій вплив по всьому світу системою взаємовигідного обміну. З іншого боку, філіппінський генерал-революціонер Еміліо Агінальдо розглядає американське захоплення Філіппін взаємно руйнівним: «…філіппінці бились за свободу, а американці воювали з ними, щоб дати їм цю свободу. Ті й другі билися паралельними шляхами за те ж саме. Всім відоме, що паралельні прямі ніколи не зустрічаються». Вплив США повсюди й та дія, яку він справляє на інші країни, може тлумачитись по-різному: залежно від того, чиї інтереси беруть до рахунку.
Так звані ліберальні інтернаціоналісти доводять, що хоча сучасний світовий порядок визначається Сполученими Штатами, форма цього домінування не є імперською. Дослідник міжнародних відносин Джон Айкенберрі вважає, що міжнародні інститути замінили собою імперію.
Інший дослідник міжнародних відносин Джозеф Най доводить, що влада США дедалі більше базується на «м'якій силі», що йде скоріше від їхньої культурної гегемонії, ніж від військової або економічної моці. Це включає такі чинники, як інтернаціональне бажання поселитися в Сполучених Штатах, престиж їхньої освіти і відповідно високий відсоток іноземних студентів в американських університетах, поширення американських стилів популярної музики й кіно. Масова імміграція до США, здавалось би, підтверджує цю теорію, проте, залишається неясним, чи можуть Сполучені Штати й далі удержувати свій престиж без військової й економічної вищості.

## Перша Світова війна

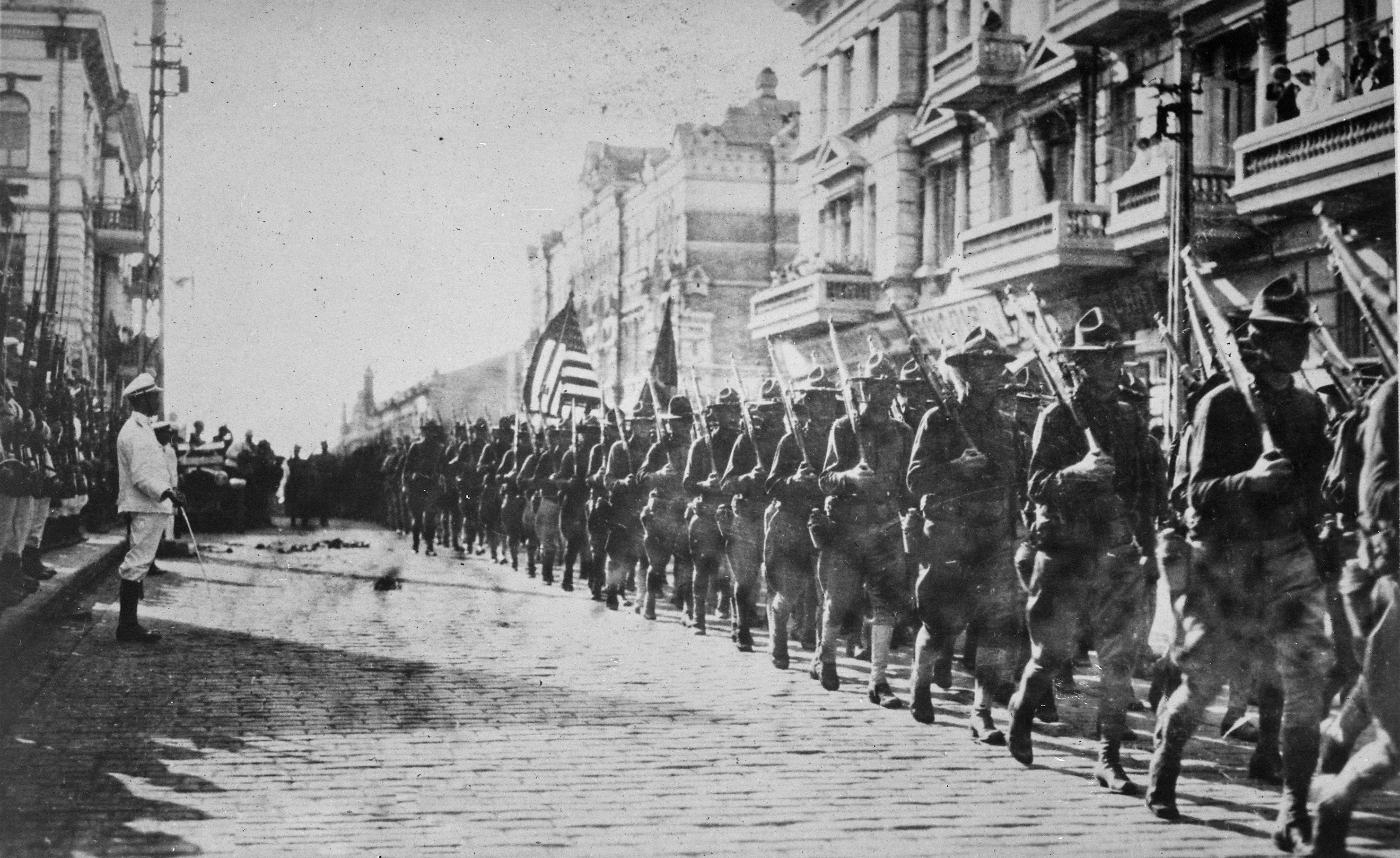
Американські війська у Владивостоку під час інтервенції до Росії. Серпень 1918

Історія американського імперіалізму не закінчилася з початком Першої Світової війни. Коли вона розразилася у Європі, тодішній американський президент Вудро Вільсон запевнив, що США збережуть нейтралітет протягом всієї війни. Ця обіцянка була порушена: Сполучені Штати вступили у війну. Приводами стали потоплення німецькими підводними човнами британського лайнера «Лузітанія» з понад 100 американськими громадянами на борту, а також інформація про запланований союз Мексики з Німеччиною («Телеграма Ціммермана»). Згідно з істориком В. Е. Б. Дюбуа (як це тлумачить Говард Зінн у книжці A People's History of the United States) ця війна була для США «війною за імперію». Зінн наводить доводи, що американці вступили у війну, щоб шляхом завоювань створити міжнародний ринок, який міг би бути їм вигідним.
Протягом Першої Світової війни дещо імперіалістичне можна було б побачити в інших діях Сполучених Штатів у світі, наприклад, у перешкоджанні побудові демократичного суспільства у певних країнах (Гаїті). Згідно з видатним письменником і прогресистом Рандольфом Борном, США ув'язалися у війну не з наміром поліпшити устрій світу: інакше вони б зажадали принципу додержання його за умовами мирної угоди. Борн критикує інтелегенцію, що підтримала вступ до війни, навіть не знаючи істинних намірів американської влади. Навіть якщо Борн вважає, що США вступили у війну з імперіалістичними намірами, він стверджує, що багато які представники американської інтелегенції у той же час вірили, що американці утрутилися у конфлікт для поширення демократії у світі. На його думку, спрямовуючи увагу спільноти, разом з наївною інтелегенцією, до війни, держава вела байдужий американський народ до того, що Борн назвав «безвідповідальною війною» (irresponsible war).
США вторглися на Гаїті в липні 1915 року; цьому передували вісім підходів до берегів острова. Американська влада держалась на Гаїті до 1942 року включно, залишившись там з часів Першої Світової. Історик Мері Ренда у своїй книжці «Здобуття Гаїті» (Taking Haiti) каже про те, що вторгнення США було продиктоване наміром забеспечити політичну стабільність. Згідно Ренда, американське керівництво не вірило, що Гаїті готове до самостійного управління або демократії. З метою забеспечити політичну стабільність на Гаїті, США, позбувши її самоуправління, взяли владу в свої руки й впровадили країну у всесвітню капіталістичну економічну систему. Для того, щоб переконати своїх громадян у «нецивілізованій» сутності Гаїті, Сполучені Штати, здійснюючи політику патерналізму, навіювали їм думку, про «нецивілізованість» політичних процесів на Гаїті. Незважаючи на те, що Гаїті мала досвід самоуправління до американського вторгнення, США вважали її нездатною до незалежності. За вказівками американців маріонетковий уряд Гаїті погодився на умови, виставлені йому адміністрацією Сполучених Штатів, які одержали можливість взяти під контроль всю економіку країни.
Інтервенцію союзників до Радянської Росії теж можна розглядати як один з проявів імперіалізму. Сполучені Штати, зокрема, президент Вілсон, вітали Лютневу революцію 1917 року в Росії, вважаючи, що це сприяє встановленню повоєнного світового порядку. Трохи згодом, після Жовтневої революції, американське керівництво стривожилось і уклало згоду з іншими країнами для протистояння більшовицькій державі, тобто військової інтервенції — допомоги Білому руху. Перші американські загони висадились у Росії у вересні 1918. Після поразки Німеччини й її союзників у Першій Світовій війні, громадянська війна в Росії протривала, за участі інтервентів інших держав.

### Американська історія
- Американізація
- Американське століття
- Геноцид корінного населення Америки[en]
- Критика влади США
- Людська історія Американської Імперії — книжка Говарда Зінна (зі співавторами), написана у 2008 році
- Прихована підтримка США державних переворотів за кордоном[en]
- П'ятдесят перший штат
- Тоталітаризм навиворіт
- Території США
- Доктрина «Явного призначення»

### Всесвітня історія
- Антиамериканізм
- Антиімперіалізм
- Американські стереотипи
- Анархізм у США
- Британська імперія
- Неоколоніалізм
- Новий імперіалізм
- Радянський імперіалізм
- Pax Americana